# Караідель
Ка́раіде́ль (рос. Караидель, башк. Ҡариҙел) — село, центр Караідельського району Башкортостану, Росія. Адміністративний центр Караідельської сільської ради.
Населення — 5980 осіб (2010; 5174 у 2002).
Національний склад:
- росіяни — 42 %
- башкири — 37 %